# Ommatius distinctus
Ommatius distinctus là một loài ruồi trong họ Asilidae. Ommatius distinctus được Ricardo miêu tả năm 1918. Loài này phân bố ở miền Australasia.